# Torremaggiore
Torremaggiore és una població, comune i seu episcopal, dins la província de Foggia a la regió de Puglia Itàlia.
Es troba en un turó, a 169 metres (554 ft) sobre el nivell del mar.
La història de Torremaggiore està connectada amb el burg de (Castell) Fiorentino (di Puglia), una frontera bizantina fundada el 1018.
- Més tard va ser dels Hohenstaufen, Angevina i finalment de la Corona d'Aragó. Hi va morir l'Emperador Frederic II el 13 de desembre de 1250.

## Persones de Torremaggiore
- Umberto Pettinicchio (1943), pintor